# Tossal del Mortòrum
El Tossal del Mortòrum és un jaciment arqueològic situat enfront de la plana litoral de la Ribera de Cabanes, Torreblanca i Orpesa, a la comarca de la Plana Alta i dins del terme municipal de Cabanes (Castelló).
Els estudis arqueològics han identificat com en diferents parts del turó es conserven diverses restes del passat, entre les quals destaquen un poblat i un túmul funerari. Així, s'ha determinat que el poblat va ser ocupat aproximadament entre els anys 1950 i 550 abans de l'Era, és a dir, des de l'edat del bronze a la primera Edat del Ferro; per la seva banda, el túmul va ser usat en diferents moments de l'Edat del Bronze com a sepulcre funerari del poblat.
Les primeres excavacions al Mortòrum van ser efectuades en 1925 a la zona del poblat, no obstant això la metodologia de l'època va provocar la pèrdua de la major part dels resultats i materials obtinguts. Des de l'any 2002 les excavacions s'han anat efectuant regularment gràcies a la col·laboració de l'Ajuntament de Cabanes amb el Servei d'Arqueologia de la Diputació de Castelló.
Des de l'any 2015 el Tossal del Mortòrum és visitable mitjançant una ruta senyalitzada amb panells explicatius.

## Situació i territori
La situació del Mortòrum respon a una intencionalitat clarament estratègica, d'una banda de tipus defensiu, ja que els pendents del turó serveixen per accentuar la dificultat d'accés, però també de control visual, ja que des del cim s'obté una vista privilegiada de tota la plana costanera de la Ribera de Cabanes, Torreblanca i Orpesa, i del mar. Les troballes arqueològiques d'aquesta plana litoral han estat nombroses, i existeixen indicis de presència humana de més de 300.000 anys. A partir del Neolític, fa més de 7000 anys, podem determinar que les comunitats humanes estaven plenament assentades, existint continuïtat en les ocupacions durant diversos moments del Neolític i l'edat del bronze. Diferents indicis assenyalen que a partir del segle VII abans de l'Era va haver-hi un embarcador a Torre de la Sal, on es constaten els intercanvis comercials marítims, sobretot a partir de la troballa d'àmfores. Aquesta activitat es va accentuar entre els segles II i I abans de l'Era, moment en què Torre La Sal va arribar a ser un dels més importants poblats ibèrics de les terres castellonenques.

## El poblat del Mortòrum a l'Edat del Bronze (1950-1120 anys abans de l'Era)

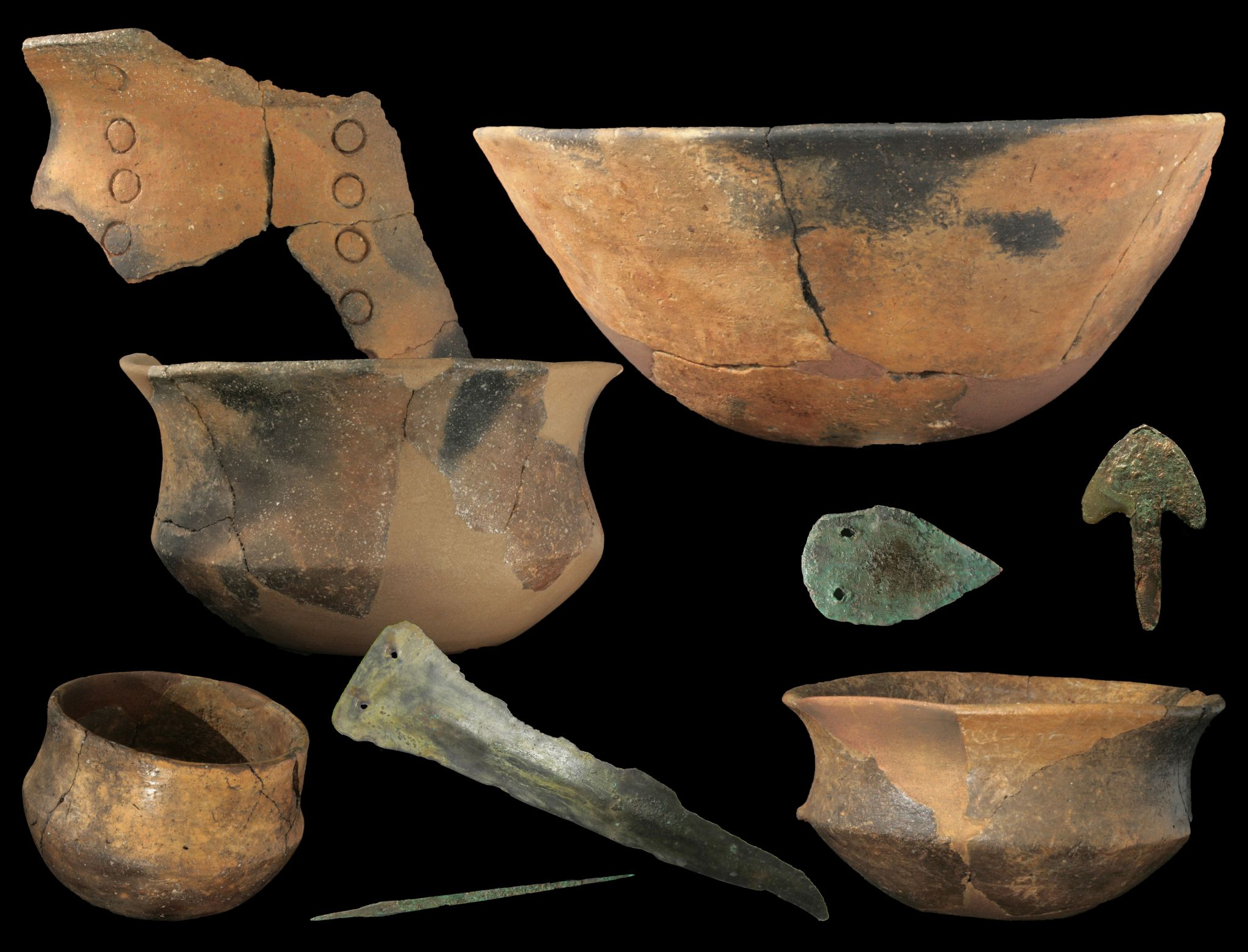
Selecció de materials arqueològics de l'Edat del Bronze del Tossal del Mortòrum

Les recerques sobre els moments més antics del Mortòrum indiquen que el primer assentament humà es produeix a principis del segon mil·lenni abans de l'Era. D'aquest primer poblat únicament ens queden alguns murs i llars, encara que si s'han recuperat nombroses ceràmiques i altres objectes. Cap a mitjans del II mil·lenni abans de l'Era, un incendi provoca l'abandó del poblat. Entre els anys 1400 i 1130 abans de l'Era, és a dir, més avançada l'Edat del Bronze, l'assentament torna a ser ocupat per uns habitants amb costums una poc diferents de les dels seus predecessors, aspecte deduïble a partir de la comparació en la tècnica de construcció, l'organització dels espais i certs canvis en els objectes, especialment la ceràmica, entre la qual alguns fragments indiquen contactes amb cultures del centre peninsular. A la fi de l'II mil·lenni abans de l'Era el poblat és abandonat.

## El túmul funerari del Mortòrum (1740-1020 abans de l'Era)

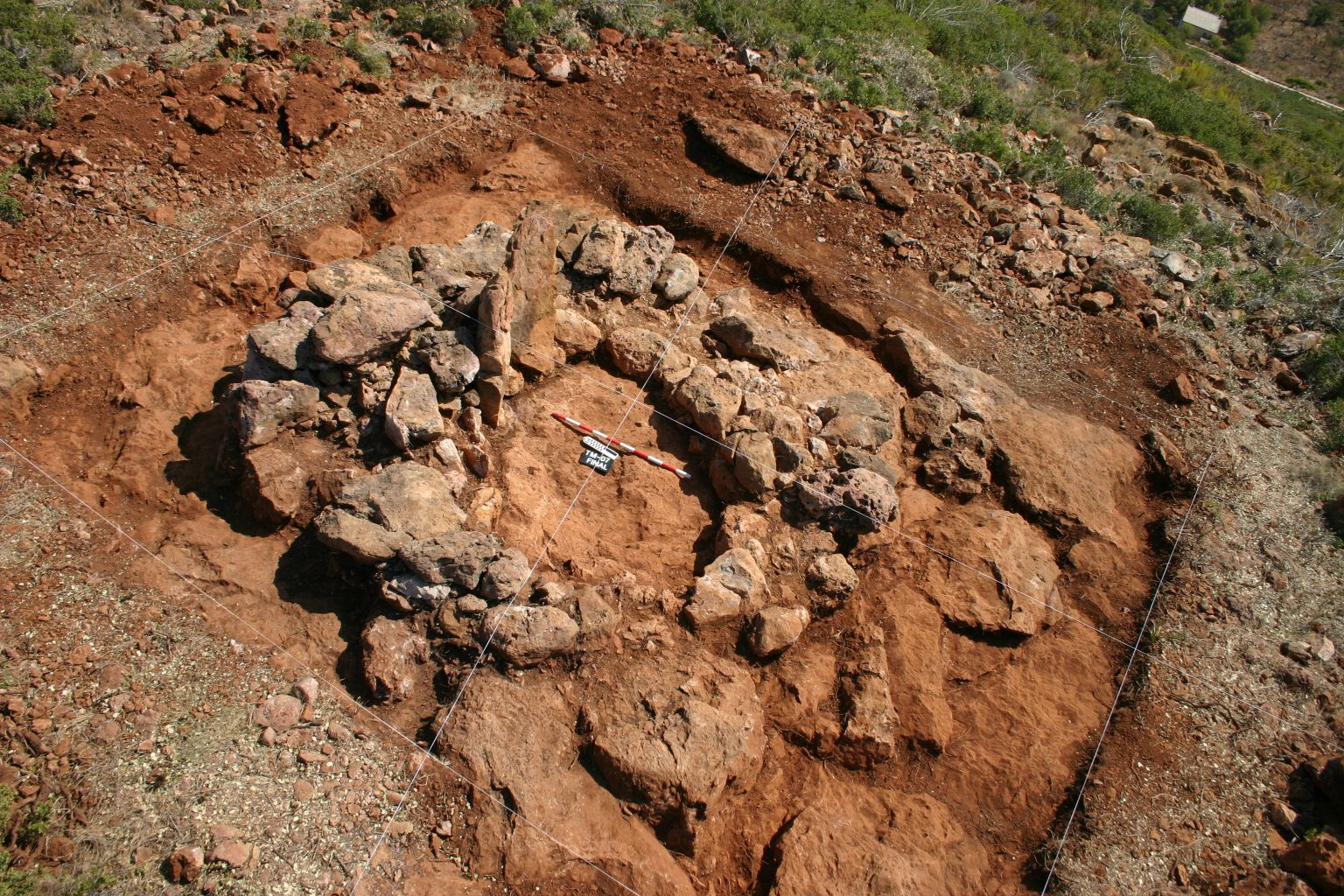
Vista del túmul funerari del Mortòrum

El topònim Mortòrum, d'origen llatí, fa clara referència a un lloc relacionat amb els morts, qüestió que suggereix que almenys des de l'Edat Mitjana es coneixia la presència d'enterraments. No obstant això, la localització de vestigis d'aquest tipus no es va produir fins a 2006. Així, a uns 300 metres del poblat es van localitzar les restes d'un sepulcre funerari que va ser usat en el segon mil·lenni abans de Crist per dipositar els difunts probablement del poblat del Mortòrum. Es tracta d'una estructura formada per un espai central o càmera sepulcral delimitada per lloses disposades en vertical, i sustentada per una estructura perimetral de forma més o menys quadrangular construïda amb grans blocs de pedra. A pesar que la tomba va ser espoliada d'antic, les excavacions van permetre recuperar restes humanes d'un mínim de 5 individus. Els estudis d'antropologia dental han determinat que l'edat aproximada dels difunts era de 7.5, 12, 20, entre 25-30 i finalment un adult major de 60 anys. El túmul del Mortòrum és especialment interessant perquè representa un tipus d'enterrament que és típic altres zones peninsulars de tradició megalítica, però no de Castelló.

## El poblat de la primera Edat del Ferro (segles VII-VI abans de l'Era)

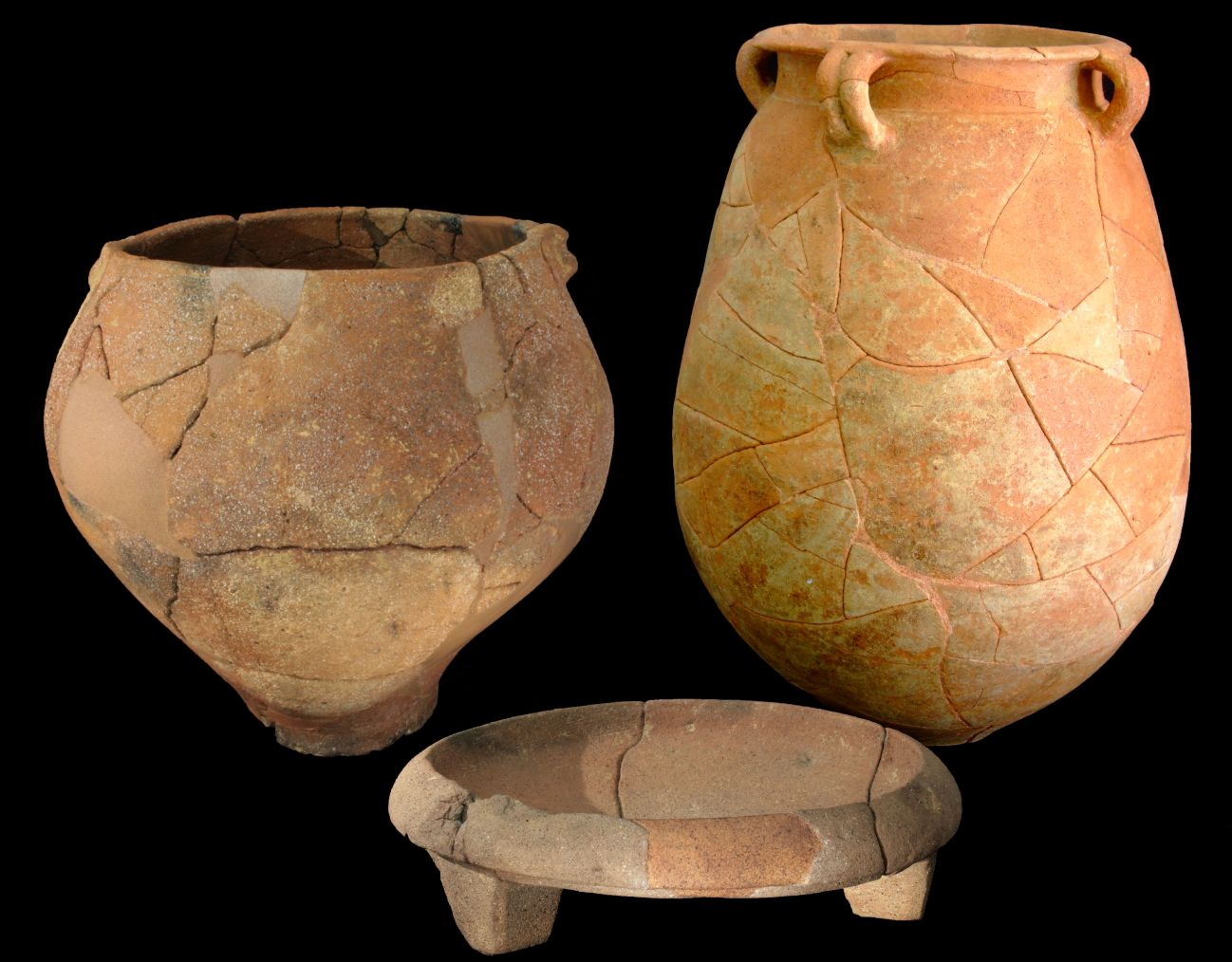
Pithoi, plat trípode i recipient ceràmic del Ferro Antic del Mortòrum

Després de gairebé 500 anys abandonat, cap a la segona meitat del segle VII abans de l'Era es va construir sobre les restes anteriors un nou poblat protegit amb una espessa muralla, presidida segurament per una torre. Aquest poblat es caracteritza pel fet que la majoria de les dependències van ser destinades a magatzem. Els objectes recuperats ens parlen de comerç amb els fenicis, dels quals aconseguien vi transportat en àmfores, altres ceràmiques fabricades a torn i objectes de metalls encara no coneguts a la zona, així com segurament molts altres productes dels quals no ens queda constància arqueològica. Totes les restes recuperades suggereixen la presència d'uns ocupants que van tenir un paper preponderant en l'accés i possiblement en el control i redistribució de productes procedents del comerç fenici. Aquests habitants del Mortòrum degueren seleccionar el lloc, de nou per la seva fàcil defensa i les seves capacitats de control visual del territori i del mar, i possiblement també per la seva proximitat a Torre la Sal. L'anàlisi de la tècnica de construcció i el plantejament dels espais indiquen novetats tècniques i una planificació prèvia que reforcen la idea de conceptes importats, segurament procedents dels contactes amb el món fenici occidental, més avançat culturalment. Sembla que l'obtenció de productes del comerç fenici s'efectuaven a través de l'intercanvi de matèries primeres, principalment metall, encara que també amb altres productes. Per al cas del Mortòrum encara no s'ha pogut concretar quins productes locals van ser utilitzats en les transaccions, però sabem que en el seu entorn van disposar de recursos miner-metal·lúrgics, en concret mineral de ferro i plom, entre altres recursos. A l'embarcador de Torre La Sal, situat en la costa directament enfront del Mortòrum, es detecten ja des del segle VII abans de l'Era indicis d'aquests contactes comercials, especialment a partir de la troballa d'àmfores fenícies i alguns objectes metàl·lics. El poblat del Mortòrum va ser abandonat en la primera meitat del segle VI abans de l'Era, aparentment de forma precipitada posat que en les excavacions s'han recuperat en algunes dependències determinats objectes valuosos que, en altres circumstàncies, no haguessin estat deixats.